# Étienne Gellibert des Seguins
Pour les articles homonymes, voir Famille Gellibert des Seguins.
Étienne Gellibert des Seguins, né le 14 septembre 1852 à Saint-Laurent-de-Belzagot (Charente) et mort le 24 novembre 1906 au château de Champrose, est un homme politique français.

## Biographie
Fils d'Ernest Gellibert des Seguins, il fut élu député de la Charente en 1888 face au républicain Lazare Weiller, le boulangiste Paul Déroulède ayant retiré sa candidature après le premier tour de ce scrutin complémentaire. Siégeant à droite, il ne se représenta pas aux élections de septembre 1889 pour permettre à Déroulède d'être élu à sa place. Réélu en 1893 après la démission du fondateur de la Ligue des patriotes, il ne se représenta pas en 1898. En tant que bonapartiste, Étienne Gellibert des Seguins était partisan de l'élection du président de la république au suffrage universel direct.
Étienne Gellibert des Seguins est également maire de Ronsenac et conseiller général du canton de Villebois-Lavalette.

## Sources
- « Étienne Gellibert des Seguins », dans Adolphe Robert et Gaston Cougny, Dictionnaire des parlementaires français, Edgar Bourloton, 1889-1891 [détail de l’édition]
- « Étienne Gellibert des Seguins », dans le Dictionnaire des parlementaires français (1889-1940), sous la direction de Jean Jolly, PUF, 1960 [détail de l’édition]